# Камышинские горы Уши и Лоб
Камышинские горы Уши и Лоб — памятник природы регионального значения, созданный с целью сохранения уникального разреза третичных отложений с фрагментами палеофлоры. Расположен в Камышинском районе Волгоградской области. На территории ООПТ находится одноимённая гора Камышинские уши.

## Описание
Памятник природы учреждён постановлением Главы Администрации Волгоградской области от 04.05.2011 № 437 "О памятнике природы регионального значения «Камышинские горы Уши и Лоб в границах Камышинского района Волгоградской области». Расположен вблизи городского округа город Камышин. Площадь ООПТ — 31 га: первый участок — 12 га, второй — 19 га. Физико-географический регион: Восточно-Европейская равнина, Приволжская возвышенность, Волго-Иловлинский район, подрайон высоких плато. Природная зона — степная, подзона — сухих степей на каштановых почвах. Ландшафт Иловлинско-Волжский пластовый столово-ступенчатый сильно расчлененный овражно-балочной сетью. Климат засушливый.
Почвы каштановые и каштановые солонцеватые; механический состав почв супесчаный и песчаный; местами встречаются щебневатые почвы; содержание солонцов (до 10—25 %). Почвообразующие породы — элювиальные отложения, чередование песков. Коренные породы — нерасчлененные четвертичные отложения.
Антропогенное воздействие: Вывоз грунта и горных пород, сбор минералогических коллекций, механическое, химическое повреждение горных пород.

## Ограничения на использование земель
На территории Памятника природы запрещаются:
- строительство зданий и сооружений, дорог и трубопроводов, линий электропередач и прочих коммуникаций;
- взрывные работы, геологоразведочные изыскания и добыча полезных ископаемых;
- накопление и размещение отходов производства и потребления;
- предоставление земельных участков под застройку, для коллективного и индивидуального садоводства и огородничества, организации подсобного хозяйства;
- вывоз грунта и горных пород;
- сбор минералогических коллекций, за исключением сбора в научно-исследовательских и эколого-просветительских целях;
- механическое, химическое повреждение горных пород.

За обеспечение охраны и функционирование ООПТ несёт ответственность Комитет охраны окружающей среды и природопользования Волгоградской области.